# イブラヒム・カシュ
イブラヒム・カシュ（トルコ語: İbrahim Kaş、1986年9月20日 - ）は、トルコ出身の元サッカー選手。元トルコ代表である。現役時代のポジションはDF（右サイドバック、センターバック）。

## 経歴
2008年7月、フリートランスファーでスペインのヘタフェCFに移籍した。友人であるニハト・カフヴェジに相談し、スペイン行きを決断したことをインタビューで語っている。9月29日のアスレティック・ビルバオ戦でリーガデビューした。ところが2戦目までは3ヶ月も待たねばならず、シーズン終了までにわずか8試合の出場にとどまった。2009年夏、古巣のベシクタシュJKへレンタル移籍した。
2007年11月17日、ノルウェー代表戦でトルコ代表デビューした。UEFA欧州選手権2008の26人の候補には入ったが、最終的な登録メンバー23人からは外れた。